# 西藏南路隧道
西藏南路隧道，是位于上海黄浦江上的一座公路隧道，供2010年上海世博会专用，2011年2月1日22时起，隧道正式向社会车辆开放。

## 概况
西藏南路隧道为南北走向，北岸位于黄浦区，南岸位于浦东新区，全长2.67公里，设双向四车道，设计时速40公里。
主线北侧起于黄浦区西藏南路中山南路口，南侧起于浦东新区高科西路云莲路口。西藏南路隧道在浦西设有龙华西路匝道，在浦东设有雪野路、浦东南路等两组匝道。
2009年7月11日凌晨开始，因应打浦路隧道全封闭大修，西藏南路隧道先期建成的东线临时对公交车辆开放双向通行，供原行驶于打浦路隧道的数条公交线路行驶。2010年1月4日，公交车恢复打浦路隧道通行。在世博期间，隧道只供世博园区内车辆通行，不对社会车辆开放。2011年2月1日22时起，隧道正式向社会车辆开放。2月2日起，新辟中国馆班车3线行走隧道，以方便游客参观世博会中国馆续展。9月25日起，又新辟中国馆班车4线行走隧道，连接世博浦东和浦西原区，以方便游客参观月亮船(原世博会沙特馆)和上海世博会纪念展